# Estadio Yuri Gagarin
El Estadio Yuri Gagarin (en búlgaro: Юрий Гагарин) era un estadio de fútbol ubicado en la ciudad de Varna, Bulgaria.

## Historia
Fue construido en 1950 y su nombre es por Yuri Gagarin, cosmonauta ruso que fue el primer humano en viajar en el espacio. Era la sede del PFC Cherno More Varna y el Spartak Varna lo utilizaba para los partidos de competiciones europeas ya que su estadio original no cumplía con las condiciones mínimas para partidos internacionales.
El estadio fue cerrado en 2007 luego de que se construyera la Arena Varna y fue demolido en 2008.